# (7629) Foros
(7629) Foros est un astéroïde de la ceinture principale.

## Description
(7629) Foros est un astéroïde de la ceinture principale. Il fut découvert le 19 août 1977 à Naoutchnyï par Nikolaï Tchernykh. Il présente une orbite caractérisée par un demi-grand axe de 2,37 UA, une excentricité de 0,23 et une inclinaison de 1,9° par rapport à l'écliptique.

## Compléments